# Lyttelton Peak
Lyttelton Peak är en bergstopp i Antarktis. Den ligger i Östantarktis. Australien gör anspråk på området. Toppen på Lyttelton Peak är 3 050 meter över havet. Lyttelton Peak ingår i Cobham Range.
Terrängen runt Lyttelton Peak är varierad. Lyttelton Peak är den högsta punkten i trakten. Trakten är obefolkad. Det finns inga samhällen i närheten. 